# Esperança Farrera i Granja
Esperança Farrera i Granja (Tírvia, 2 de juny 1949) és una advocada i política catalana, diputada al Congrés dels Diputats en la VIII Legislatura.
Llicenciada en dret, treballa com a tècnica d'estructures del sector agrari. Ha militat a la Unió de Pagesos de la Pobla de Segur i ha estat força activa en el teixit social de la comarca. A les eleccions municipals espanyoles de 2007 fou regidora de l'Ajuntament de La Pobla de Segur pel PSC-PSOE i consellera al Consell Comarcal del Pallars Jussà. Fou escollida diputada per la província de Lleida a les eleccions generals espanyoles de 2004.